# Agnès Guillemot
Agnès Julia Marie Guillemot, nata Agnès Julia Marie Perche (Roubaix, 3 dicembre 1931 – Quincy-sous-Sénart, 17 dicembre 2005), è stata una montatrice francese meglio nota per aver montato tutti i film del "primo periodo" di Jean-Luc Godard a partire da La donna è donna (1961). Ha lavorato più volte anche con un'altra icona della Nouvelle Vague come François Truffaut.
È stata sposata fino alla propria morte col regista Claude Guillemot, di cui ha preso il cognome.

## Biografia
Laureata in filosofia, comincia a studiare montaggio all'IDHEC nel 1956 e vi prende un posto da assistente presso la relativa cattedra fino al 1959. Durante questo periodo, monta il suo primo film, Présentation ou Charlotte et son steak, un cortometraggio originariamente girato nel 1951 da Éric Rohmer, con Jean-Luc Godard come attore.

### Il sodalizio con Jean-Luc Godard

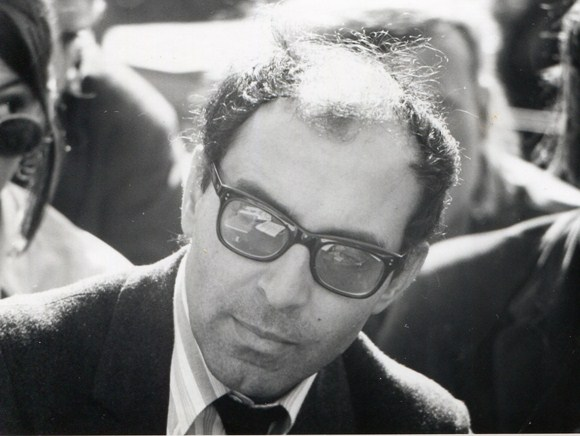
Jean-Luc Godard, di cui Guillemot ha detto: «era in grado di "vedere" i film prima ancora di girarli. Le cose che non sapeva erano davvero poche».

Nel 1960, Lila Herman, sua allieva all'IDHEC ed assistente al montaggio de Le Petit Soldat di Godard, la presenta a quest'ultimo, alla ricerca di qualcuno "non ancora deformato dalla cinematografia tradizionale" con cui sostituire Nadine Marquand in cabina di montaggio. Guillemot viene lasciata libera di sperimentare col montaggio sonoro, dato che, a differenza di quello dei precedenti film del regista, il sonoro di Le Petit Soldat non era in presa diretta a causa dell'accento di Anna Karina. Godard intendeva rendere conscio il pubblico del livello audio che ascoltavano al cinema ed anche lei riteneva che il cinema francese non facesse «un buon uso della musica e dei suoni [...] utilizzati a mero scopo illustrativo». Nella scena iniziale, l'arrivo di un'auto non è accompagnato da nessun suono, elemento enfatizzato dalla completa mancanza di rumore di fondo fino all'attacco della colonna sonora; il primo dei molti scardinamenti delle regole del montaggio classico che avrebbero compiuto assieme.
A causa di problemi con la censura, Le Petit Soldat non vedrà la luce fino al 1963, rendendo dunque La donna è donna, uscito nel 1961, la prima collaborazione tra i due dal punto di vista del pubblico: anche in questo film, stacchi di montaggio come quello in cui Anna Karina «esce in strada, un sacco di rumore, l'inquadratura dopo, niente più rumore [...] [servono a] farci sentire il livello sonoro che normalmente non sentiamo nemmeno, come musica assoluta», secondo Guillemot. L'effetto di straniamento è così inedito ed efficace che il distributore italiano del film, ricevuta una copia per il doppiaggio (priva di dialoghi e contenente il solo missaggio sonoro), reinserisce tutti i suoni ambientali ove mancanti, credendo si tratti di un errore.
Oltre al sonoro, Guillemot ha un ruolo nella rivoluzione del montaggio operata da Godard nel suo primo periodo da regista anche da un punto di vista visivo, come con il "falso raccordo" nella scena della foresta di Les Carabiniers (1963), dove i soldati arrestano quello che credono essere un partigiano e che, al momento di smascherarlo, si rivela essere invece una ragazza bionda, ottenuto tramite la ripetizione dell'azione prima in campo lungo e poi in primo piano. Lo stacco nasce per caso, guidato da ragioni pratiche di impossibilità di un normale raccordo di movimento: «Godard mi chiese come avremmo fatto a giustificarlo e io dissi: 'potremmo dire che lui compie questo gesto e che, una volta compiuto, si chiede perché l'abbia fatto; così lo compie di nuovo per ricostruire l'azione'. [...] Per equilibrare, inserimmo altri 'doppi raccordi' nel film, ma nessuno si avvicinava alla potenza del primo».
Sempre nel 1963, con Il disprezzo, Guillemot utilizza per la prima volta la giuntatrice a scotch che favoriva la sperimentazione sui tagli sonori, fedele alla poetica di un regista che «non voleva usare la musica per illustrare le cose, come accompagnamento. [...] Mi ha sempre detto di non essere un musicista e di aver scoperto la musica molto tardi, ma aveva un orecchio finissimo [...] Voleva una musica che si rapportasse con gli altri suoni e i dialoghi del film, non una che abbellisse le cose, le rendesse più facili da capire, creasse emozioni false. Mi è capitato invece di sentire a volte persone che dicevano "qui non è il massimo, mettiamoci sopra un po' di musica"». Riguardo al suo rapporto di lavoro con Godard, dichiarerà nel 2005:
Ha poi avallato quanto scritto da Jean Douchet nel suo libro sulla Nouvelle Vague, dichiarando: «non sapevamo ciò che stavamo inventando, lo vivevamo intensamente, ma senza ripeterci che stavamo inventando cose nuove».
In tutto, Guillemot monterà pressoché ininterrottamente sedici film di Godard, di cui dodici lungometraggi, da sola o lavorando con la sua squadra di montatrici composta alternatamente da Françoise Collin, Lila Lakshmanan, Dahlia Ezove, Lila Herman, Marguerite Renoir e Delphine Desfons. Dopo Week End - Una donna e un uomo da sabato a domenica (1967), il sodalizio volgerà al termine con la svolta di JLG verso il cinema militante e il successivo periodo di ricerca, a seguito del quale quest'ultimo avrebbe cominciato a montare da sé i propri film.

### Carriera post-Godard
L'anno seguente comincia a lavorare con l'altro regista-immagine della Nouvelle Vague, François Truffaut, per il quale monta quattro lungometraggi (Baci rubati, La mia droga si chiama Julie, Il ragazzo selvaggio e Non drammatizziamo... è solo questione di corna), dato che la montatrice abituale di quest'ultimo, Claudine Bouché, non è disponibile. Attraversa quindi un periodo di crisi prima di stringere a metà degli anni settanta un nuovo sodalizio, col regista Jean-Charles Tacchella, che comincia da Cugino, cugina (1975), candidato a tre premi Oscar. Negli anni novanta, ritrova la verve artistica collaborando con una nuova generazione di giovani registi francesi come Xavier Beauvois, Catherine Breillat, Catherine Corsini e Nicole Garcia.
Si è detta contraria al montaggio video digitale, dichiarandosi «contenta che la fine della mia carriera abbia coinciso con l'uso obbligatorio» di quest'ultimo, pur avendo utilizzato Avid per montare Mémoires d'un jeune con (1996), per quanto solo perché convinta dal soggetto. Il suo ultimo film è stato Romance, del 1999. Avrebbe dovuto montare Selon Matthieu (2000), ma si ammalò e venne sostituita.

## Filmografia
- Présentation ou Charlotte et son steak, regia di Éric Rohmer – cortometraggio (1960)
- La donna è donna (Une femme est une femme), regia di Jean-Luc Godard (1961)
- Le sirene urlano i mitra sparano (Une grosse tête), regia di Claude de Givray (1962)
- Questa è la mia vita (Vivre sa vie), regia di Jean-Luc Godard (1962)
- Le Petit Soldat, regia di Jean-Luc Godard (1963)
- Il nuovo mondo, episodio di Ro.Go.Pa.G., regia di Jean-Luc Godard (1963)
- Les Carabiniers, regia di Jean-Luc Godard (1963)
- Il disprezzo (Le Mépris), regia di Jean-Luc Godard (1963)
- Bande à part, regia di Jean-Luc Godard (1964)
- Il profeta falsario (Le Grand Escroc), episodio de Le più belle truffe del mondo (Les Plus Belles Escroqueries du monde), regia di Jean-Luc Godard (1964)
- La Dérive, regia di Paula Delsol (1964)
- Una donna sposata (Une femme mariée), regia di Jean-Luc Godard (1964)
- La calda pelle (De l'amour), regia di Jean Aurel (1964)
- Agente Lemmy Caution: missione Alphaville (Alphaville, une étrange aventure de Lemmy Caution), regia di Jean-Luc Godard (1965)
- Il maschio e la femmina (Masculin féminin), regia di Jean-Luc Godard (1966)
- Le Chien fou, regia di Eddy Matalon (1966)
- Una storia americana (Made in USA), regia di Jean-Luc Godard (1966)
- L'amore nel 2000 (Anticipation, ou l'Amour en l'an 2000), episodio di L'amore attraverso i secoli (Le Plus Vieux Métier du monde), regia di Jean-Luc Godard (1967)
- La cinese (La Chinoise), regia di Jean-Luc Godard (1967)
- Week End - Una donna e un uomo da sabato a domenica (Week-End), regia di Jean-Luc Godard (1967)
- Baci rubati (Baisers volés), regia di François Truffaut (1968)
- Les Gauloises bleues, regia di Michel Cournot (1968)
- La Trêve, regia di Claude Guillemot (1968)
- L'amore, episodio di Amore e rabbia, regia di Jean-Luc Godard (1969)
- La mia droga si chiama Julie (La Sirène du Mississippi), regia di François Truffaut (1969)
- Il ragazzo selvaggio (L'Enfant sauvage), regia di François Truffaut (1970)
- Non drammatizziamo... è solo questione di corna (Domicile conjugal), regia di François Truffaut (1970)
- Cugino, cugina (Cousin, cousine), regia di Jean-Charles Tacchella (1975)
- Le Pays bleu, regia di Jean-Charles Tacchella (1977)
- I gialli insoliti di William Irish (Histoires insolites) – serie TV, episodio 2x02 (1979)
- Il y a longtemps que je t'aime, regia di Jean-Charles Tacchella (1979)
- Une histoire sans importance, regia di Jacques Duron – cortometraggio (1980)
- Croque la vie, regia di Jean-Charles Tacchella (1981)
- Invito al viaggio (Invitation au voyage), regia di Peter Del Monte (1982)
- Mosse pericolose (La Diagonale du fou), regia di Richard Dembo (1984)
- Escalier C, regia di Jean-Charles Tacchella (1985)
- Fuegos, regia di Alfredo Arias (1987)
- La Brute, regia di Claude Guillemot (1987)
- La luce del lago (La Lumière du lac), regia di Francesca Comencini (1988)
- Un week-end su due (Un week-end sur deux), regia di Nicole Garcia (1990)
- Sale comme un ange, regia di Catherine Breillat (1991)
- Nord, regia di Xavier Beauvois (1991)
- Les Amoureux, regia di Catherine Corsini (1995)
- Le Fils préféré - Ospiti pericolosi (Le Fils préféré), regia di Nicole Garcia (1994)
- N'oublie pas que tu vas mourir, regia di Xavier Beauvois (1995)
- Mémoires d'un jeune con, regia di Patrick Aurignac (1996)
- Parfait Amour!, regia di Catherine Breillat (1996)
- Romance, regia di Catherine Breillat (1999)